# 神田正宏
神田 正宏（かんだ まさひろ）は日本の漫画家、キャラクターデザイナー。男性。長野県松本市出身。日本大学文理学部物理学科卒業。

## 人物・来歴
幼少期から怪獣のデザインに興味を持ち、特にロボット系キャラクターを愛好していた。
大学在籍中に特撮テレビ番組『科学戦隊ダイナマン』に触発されて東映に企画書やデザイン画を持ち込み、東映プロデューサーの鈴木武幸の紹介でアルバイトとして企画者104に所属。書籍や雑誌の編集を経て東映特撮番組のデザイン作業に携わるようになり、『超電子バイオマン』の敵ロボットデザインに参加する。
キャラクターデザイナーとしてはこの他に1989年～1996年の週刊少年ジャンプ『DRAGON QUEST -ダイの大冒険-』（原作：三条陸、作画：稲田浩司）の魔王軍キャラクター他を担当している。
漫画家としては1984年デビュー。講談社デラックスボンボンでのSDガンダムフォースシリーズや、コミックボンボンでの超武者ガンダムシリーズが代表作である。

## 作品リスト

### 漫画

#### ガンダムシリーズ
- 『機動戦士ガンダムF90』（バンダイ出版課SDクラブ版）

- 『SDコマンド戦記II ガンダムフォース』（コミックボンボン、講談社）
- 『SDコマンド戦記III SUPER G-ARMS』（デラックスボンボン、講談社）
- 『新ガンダムフォース グレートパンクラチオン』（デラックスボンボン、講談社）
- 『新武者ガンダム 七人の超将軍』（デラックスボンボン、講談社）
- 『新武者ガンダム 超機動大将軍』 （デラックスボンボン、講談社）
- 『超武者ガンダム 武神輝羅鋼』 （コミックボンボン、講談社）
- 『超武者ガンダム 刕覇大将軍』 （コミックボンボン、講談社）
- 『新武者頑駄無 天星七人衆』 （コミックボンボン、講談社）
- 『新武者ガンダム ムシャ戦記 光の変幻編』（コミックボンボン、講談社）
- 『SDガンダム ムシャジェネレーション』（コミックボンボン、講談社）

#### その他
- 『機甲戦記ドラグナー』（コミックボンボン、講談社）
- 『RPG伝説ヘポイ』（原作：小早川薫）（コミックボンボン、講談社）
- 『デカトラおやこ』（原作：三条陸）（スーパーボンボン、講談社）
- 『あっぱれ!!明華ノ介』（原作：関谷良一）（Vジャンプ、集英社）

### キャラクターデザイン
- 『超電子バイオマン』 - メカジャイガン（サメカンス、ピラニアカンス、ドクガカンス、バロックメガス）、プロップ、印刷媒体用デザイン。
- 『電撃戦隊チェンジマン』 - 宇宙獣士ゾルバス、スペースドール、プロップ、印刷媒体用デザイン。
- 『宇宙刑事シャイダー』 - 不思議獣ケロケロ（原案）[2]、プロップ、印刷媒体用デザイン。
- 『巨獣特捜ジャスピオン』 - アマゾネス1号・2号[2]、プロップ、印刷媒体用デザイン。
- 『DRAGON QUEST -ダイの大冒険-』（原作：三条陸、作画：稲田浩司、週刊少年ジャンプ） - 魔王軍他主要キャラクター[3]、プロップ、衣装デザイン。
- 『ドラゴンクエスト ダイの大冒険 ぶちやぶれ!!新生6大将軍』 - 劇場版新生6大将軍デザイン（ノンクレジット）[3]。
- 『宇宙の11仮面ライダー銀河大戦』（原作：石ノ森章太郎、マンガ：居村真二、小学館てれびくん1990年1月~12月号） - デザイン協力。

### イラスト
- 『ヤングセレクション TV PICTURE BOOKS 電撃戦隊チェンジマン 3』（実業之日本社、1985年10月16日発行）雑誌63912-51
- 『聖闘士星矢☆アニメ・スペシャル』（集英社、1988年7月13日号、JUMP GOLD SELECTION 1）
- 『聖闘士星矢☆アニメ・スペシャル2』（集英社、1988年11月9日号、JUMP GOLD SELECTION 2）
- 『聖闘士星矢☆アニメ・スペシャル3』（集英社、1989年4月19日号、JUMP GOLD SELECTION 3）
- 『別冊アニメディア アニメ三銃士 PART1』（学研、1988年）